# Clarias dussumieri
Clarias dussumieri är en fiskart som beskrevs av Valenciennes, 1840. Clarias dussumieri ingår i släktet Clarias och familjen Clariidae. IUCN kategoriserar arten globalt som nära hotad. Inga underarter finns listade i Catalogue of Life.